# Wolontariat Europejski

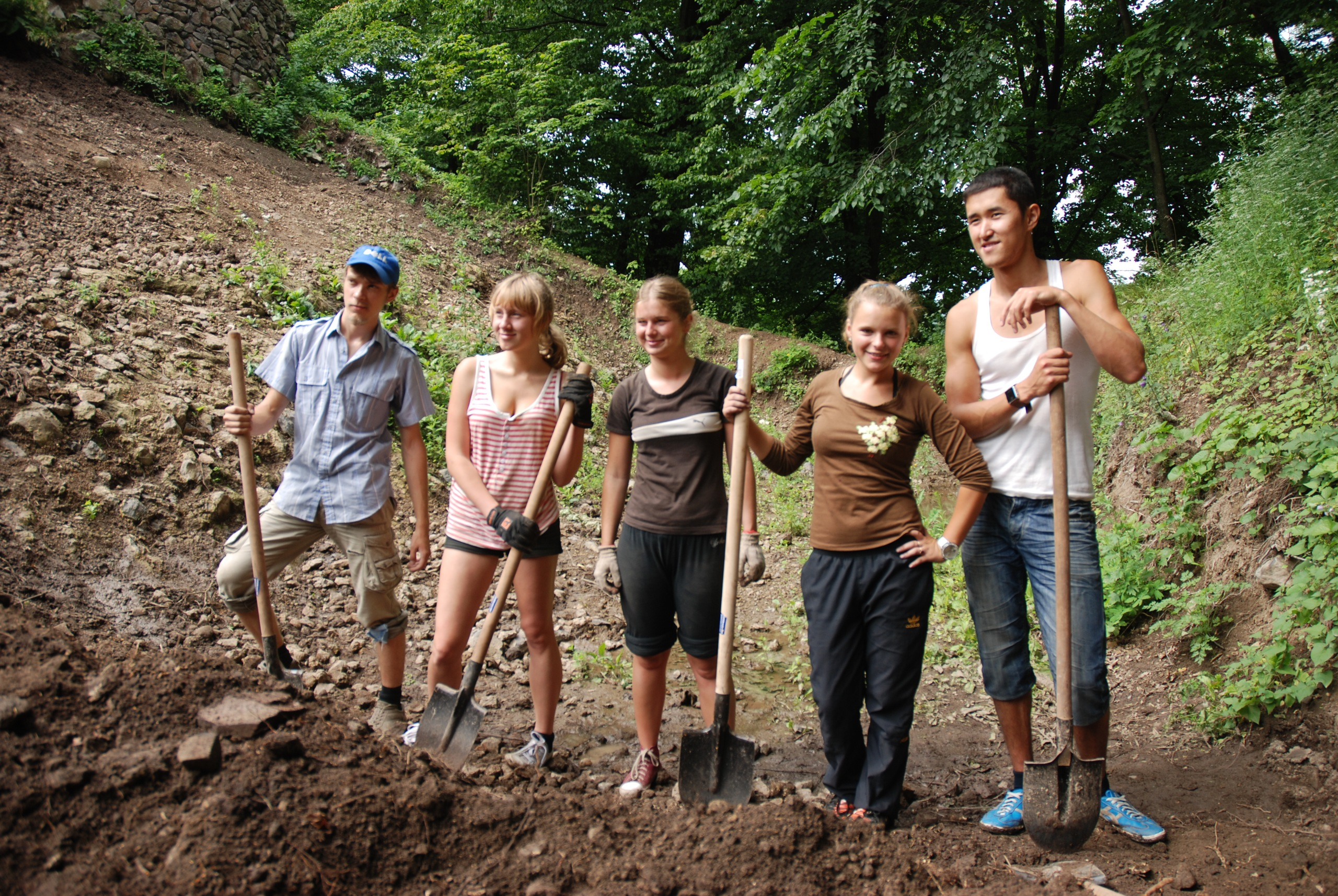
Wolontariusze prowadzący prace rekonstrukcyjne na Zamku Newyckim

Wolontariat Europejski (ang. European Voluntary Service, EVS) – część programu Europejski Korpus Solidarności umożliwiająca wysyłanie młodych ludzi jako wolontariuszy do pomocy przy różnych projektach zagranicznych (ekologicznych, socjalnych, kulturalnych) oraz goszczenie wolontariuszy z innych krajów europejskich w już istniejących organizacjach i instytucjach non-profit.
Wolontariat Europejski istnieje od 1996 roku. W latach 2014–2018 był częścią programu Erasmus+. 5 października 2018 roku Komisja Europejska uruchomiła nowy program Europejski Korpus Solidarności, którego częścią stał się Wolontariat Europejski.

## Opis programu
W ramach EVS młodzi ludzie, w wieku od 18 do 30 lat mają możliwość wyjazdu na okres od dwóch do 12 miesięcy, do pomocy przy realizacji projektów na rzecz społeczności lokalnej (nieodpłatnie). W ciągu roku na EVS wyjeżdża z Polski ok. 500 osób.

## Tematyka projektów EVS
EVS oferuje programy w zakresie:
- Kultura;

- Mobilność międzynarodowa;

- Sport;

- Opieka społeczna nad osobami starszymi, niepełnosprawnymi i imigrantami;

- Sztuka;

- Media i komunikacja;

- Ochrona środowiska i edukacja;

- Rozwój obszarów wiejskich i współpraca na rzecz rozwoju.